# Roboticien
 (octobre 2012).
Si vous disposez d'ouvrages ou d'articles de référence ou si vous connaissez des sites web de qualité traitant du thème abordé ici, merci de compléter l'article en donnant les références utiles à sa vérifiabilité et en les liant à la section « Notes et références ».
Un  roboticien est un ingénieur, chercheur ou technicien spécialiste de la conception, de l'utilisation et de la programmation des systèmes automatisés (ou robots).